# Maurice Dewee
Maurice Dewee vagy Maurice De Wee (Brüsszel, 1891. február 25. – ?, 1961) olimpiai ezüstérmes belga párbajtőrvívó.